# Заклинатели слонов
«Заклинатели слонов» (англ. The Elephant Whisperers) — короткометражный документальный фильм совместного производства Индии и США, премьера которого состоялась 8 декабря 2022 года на Netflix. Фильм был высоко оценён критиками, получил премию «Оскар» в номинации «Лучший документальный короткометражный фильм».

## Награды
| Премия                          | Дата церемонии  | Номинация                        | Номинированные                  | Результат         | Примечания        |
| ------------------------------- | --------------- | -------------------------------- | ------------------------------- | ----------------- | ----------------- |
| Academy Awards                  | 12 марта 2023   | Best Documentary Short Film      | Kartiki Gonsalves, Guneet Monga | Победа            | [ 2 ] [ 3 ] [ 4 ] |
| DOC NYC                         | 9 ноября 2022   | Shorts: Change Makers            | The Elephant Whisperers         | Шаблон:Longlisted | [ 5 ]             |
| Hollywood Music in Media Awards | 16 ноября 2022  | Score – Short Film (Documentary) | Sven Faulconer                  | Номинация         | [ 6 ]             |
| IDA Documentary Awards          | 10 декабря 2022 | Best Short Documentary           | The Elephant Whisperers         | Номинация         | [ 7 ]             |